# تشوي تشول-وو
تشوي تشول-وو (هانغل: 최철우) هو لاعب كرة قدم كوري جنوبي في مركز الهجوم، ولد في 30 نوفمبر 1977 في جولا الشمالية في كوريا الجنوبية. شارك مع منتخب كوريا الجنوبية تحت 23 سنة لكرة القدم ومنتخب كوريا الجنوبية لكرة القدم. أما مع النوادي، فقد لعب مع أولسان هيونداي وبوهانغ ستيلرز وجونبك هيونداي موتورز وجيجو يونايتد ونادي بوسان أي بارك ونادي هوم يونايتد.

## وصلات خارجية
- تشوي تشول-وو على موقع الاتحاد الدولي (مؤرشف)  (الإنجليزية)
- تشوي تشول-وو على موقع دوري كوريا الجنوبية (الإنجليزية)
- تشوي تشول-وو على موقع قاعدة بيانات كرة القدم.إي يو (الإنجليزية)
- تشوي تشول-وو على موقع ناشيونال فوتبول تيمز (الإنجليزية)
- تشوي تشول-وو على موقع Soccerway.com (الإنجليزية)
- تشوي تشول-وو على موقع أوليمبيديا (الإنجليزية)